# 975
Раннє Середньовіччя •  Епоха вікінгів •  Золота доба ісламу •  Реконкіста

## Геополітична ситуація
Візантію очолює Іоанн Цимісхій. Оттон II Рудий править у Священній Римській імперії.
Західним Франкським королівством править, принаймні формально, Лотар.
Апеннінський півострів розділений між численними державами: північ належить Священній Римській імперії, середню частину займає Папська область, на південь від Римської області лежать невеликі незалежні герцогства, деякі області на півночі та на півдні належать Візантії, інші окупували сарацини. Південь Піренейського півострова займає Кордовський халіфат, у якому править Аль-Хакам II. Північну частину півострова займають королівство Астурія і королівство Галісія та королівство Леон, де править Раміро III.
Королівство Англія очолив Едуард Мученик.
У Київській Русі триває правління Ярополка Святославича. У Польщі править Мешко I. Перше Болгарське царство частково захоплене Візантією. У Хорватії править король Степан Држислав. Великим князем мадярів є Геза.
Аббасидський халіфат очолює ат-Таї, в Єгипті владу утримують Фатіміди, в Середній Азії — Саманіди, починається становлення держави Газневідів. У Китаї продовжується правління династії Сун. Значними державами Індії є Пала, Пратіхара, Чола. В Японії триває період Хей'ан.

## Події
- Королем Англії став Едуард Мученик.
- Імператор Священної Римської імперії Оттон II пішов походом на Богемію, князь якої Болеслав II підтримав бунтівного Генріха Баварського.
- У Каїрі засновано медресе Аль-Азгар.
- Фатімідським халіфом став аль-Азіз.
- У Китаї Династія Сун підкорила Південну Тан, продовжуючи розширювати підвладну територію.

## Померли
- Лют Свенельдич, вбитий Олегом Деревлянським під час полювання.